# Orkidénarcisser
Orkidénarcisser (Narcissus Triandrus-gruppen) är en grupp i familjen amaryllisväxter som tillhör släktet narcisser. Till gruppen förs hybrider med änglatårar (N. triandrus). Motsvarar division 5 Triandrus Daffodils of garden origin i RHS Classified list and international register of Daffodil name.

## Sorter
Ett urval av sorter:

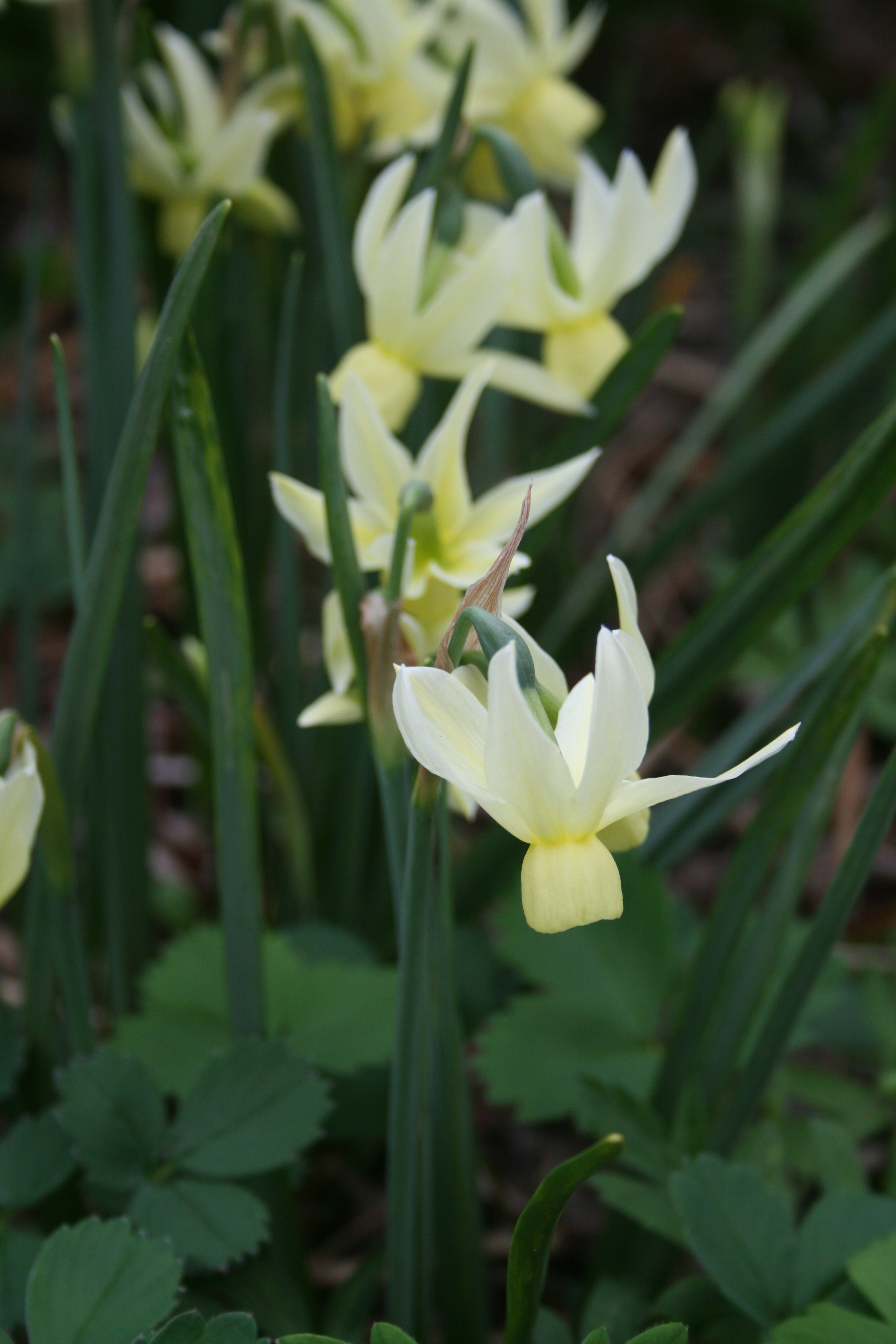
'Chipper', Grant E. Mitsch 1971
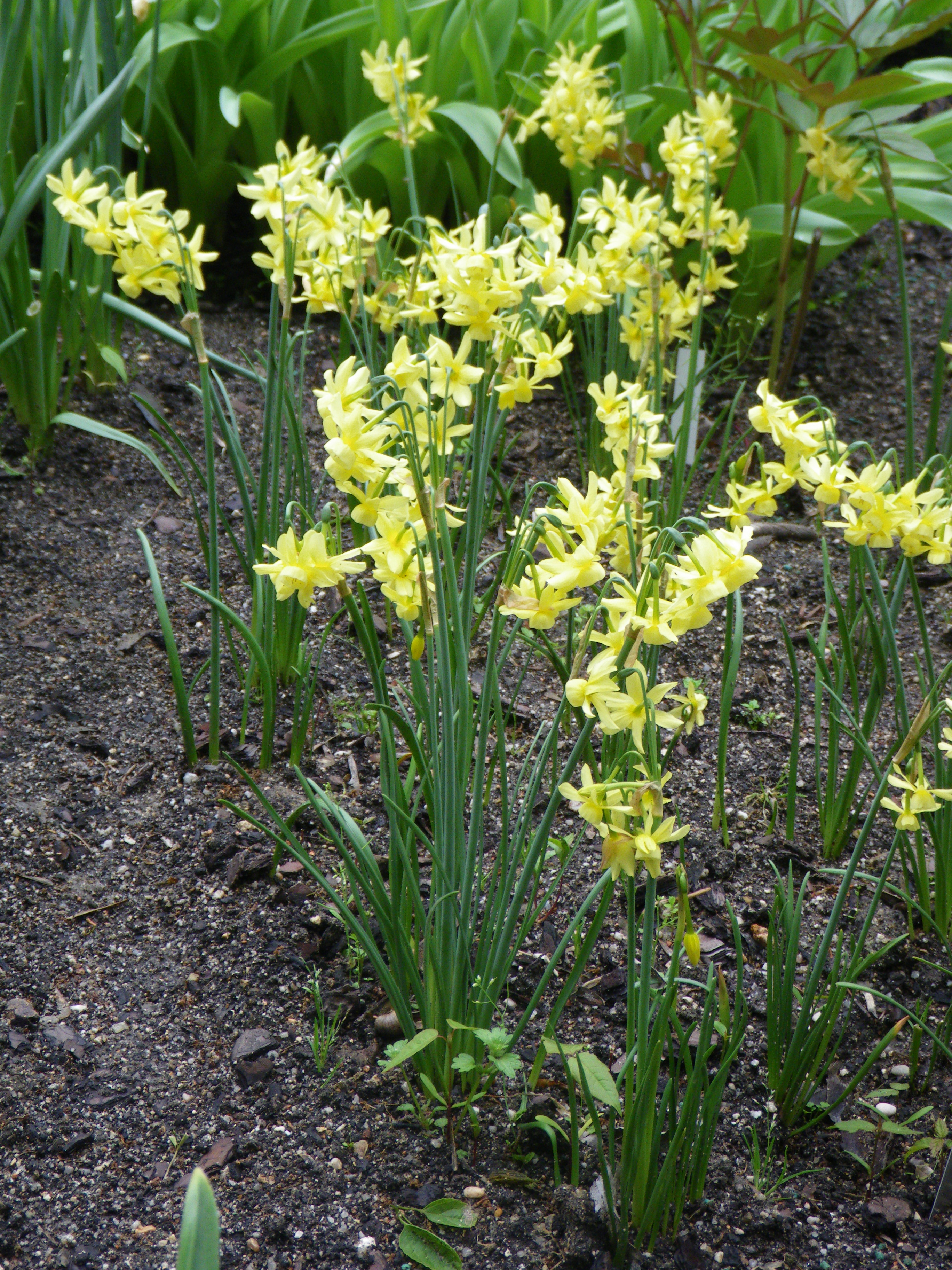
'Hawera', W.M.Thomson före 1928
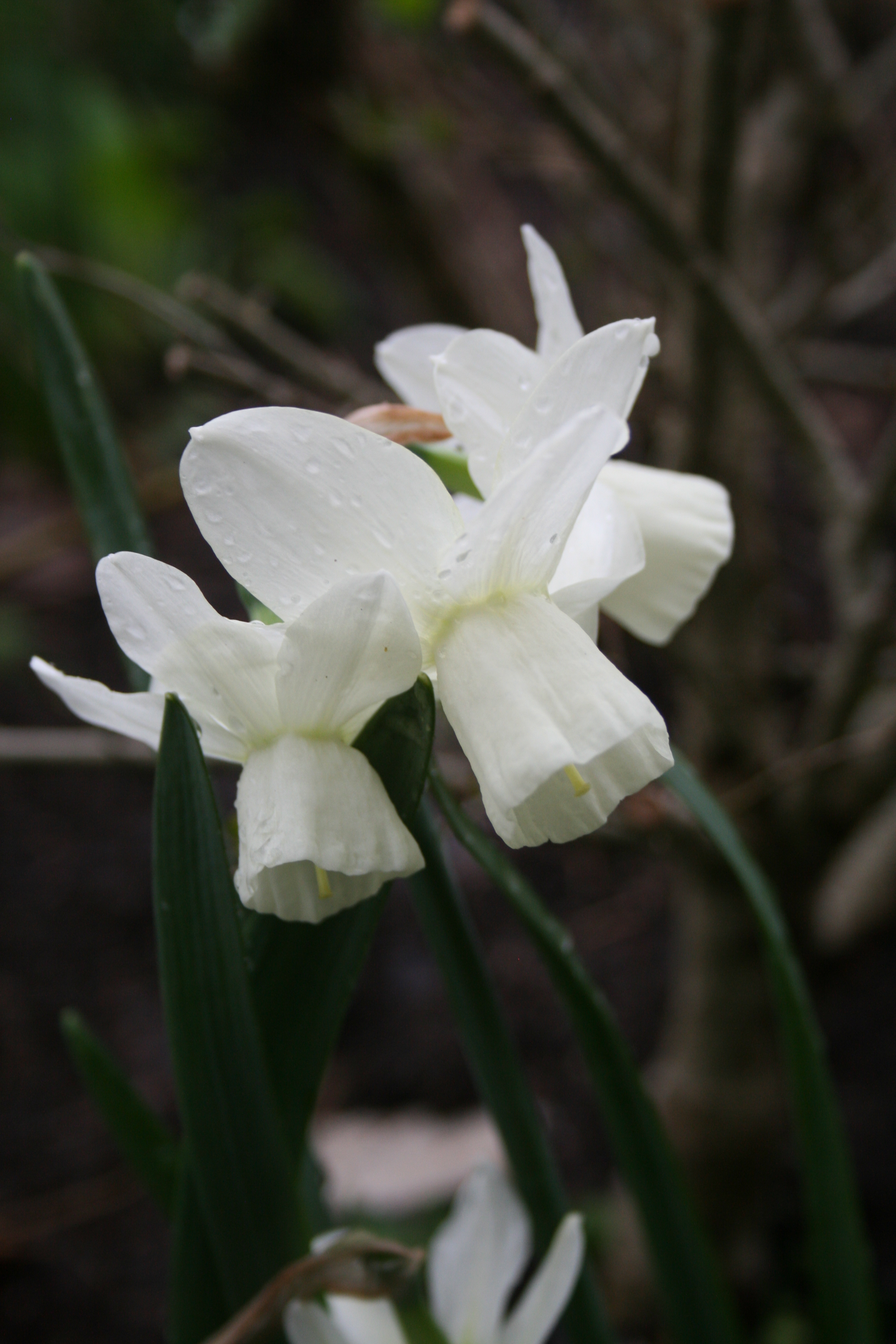
'Ice Wings', C.F.Coleman 1958
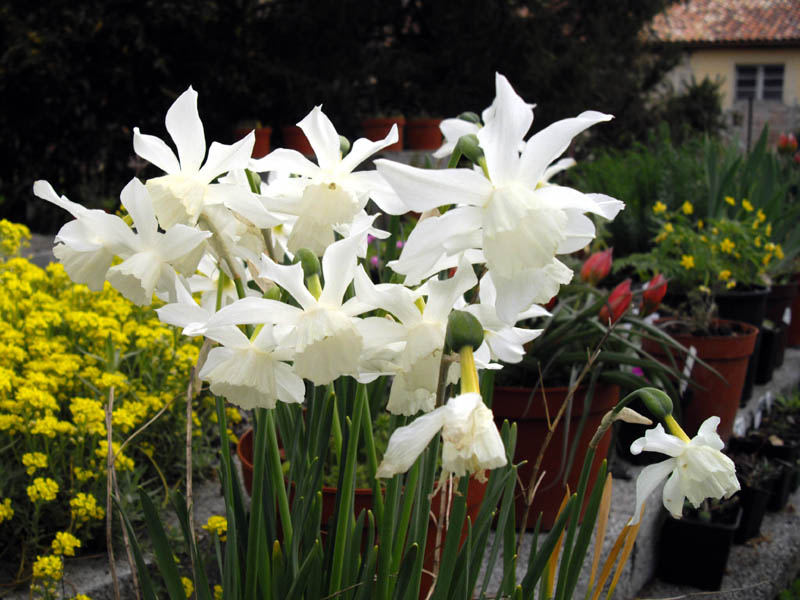
'Thalia', M. van Waveren & Sons före 1916

- 'April Tears', A.Gray före 1939
- 'Lemon Drops', G.E.Mitsch 1956
- 'Liberty Bells', F.Rijnveld & Sons före 1950
- 'Petrel', G.E.Mitsch 1970
- 'Rippling Waters', Barr & Sons före 1932
- 'Tresamble', P.D.Williams före 1930